# Budoros
Budoros (en grec antic Βούδορον) era un promontori a l'oest de l'illa de Salamina, a uns 5 km de Nisea, el port de Mègara. A la península hi havia una fortalesa que portava el mateix nom.
En l'intent que van fer els espartans l'any 429 aC per sorprendre el Pireu, van navegar primer des de Nisea fins a Budoros i van aconseguir prendre la fortalesa, però després d'assolar l'illa no es van veure amb prou forces per atacar el Pireu. En parlen Tucídides, Diodor de Sicília, Estrabó i Esteve de Bizanci.